# Organizzazione per la sicurezza e la cooperazione in Europa

Stati membri OSCE
Stati partner per la cooperazione

     Stati membri OSCE
     Stati partner per la cooperazione
L'Organizzazione per la sicurezza e la cooperazione in Europa (OSCE) è la più grande organizzazione intergovernativa di sicurezza regionale per la promozione della pace, del dialogo politico, della giustizia e della cooperazione in Europa che conta, attualmente, cinquantasette Paesi membri. L'OSCE nasce nel 1995 come evoluzione della Conferenza sulla sicurezza e sulla cooperazione in Europa (CSCE). 
L'OSCE adotta un approccio onnicomprensivo alla sicurezza articolato su tre dimensioni: politico-militare, economico-ambientale e umana.
Nel corso degli anni ha promosso una serie di missioni di peacekeeping e operazioni sul terreno, in Europa e nel mondo, rivelandosi un importante strumento per l'allerta precoce (early warning), la prevenzione dei conflitti, la gestione delle crisi non militari e la riabilitazione post-conflitto. Inoltre, essa rappresenta un importante forum di confronto su controllo degli armamenti convenzionali e misure di rafforzamento della fiducia nonché di promozione della cooperazione su contrasto a minacce transnazionali (terrorismo, crimine organizzato internazionale, tratta di esseri umani, traffici di armi, ecc.), temi economici e ambientali, diritti umani, libertà fondamentali e processi democratici.

## Storia

### 1973: la Conferenza sulla Sicurezza e sulla Cooperazione in Europa
La Conferenza sulla Sicurezza e sulla Cooperazione in Europa (CSCE) fu convocata per la prima volta a Helsinki il 3 luglio 1973 e nacque - in pieno clima di guerra fredda - come tentativo di ripresa del dialogo Est-Ovest: alla Conferenza presero infatti parte i rappresentanti di tutti i Paesi europei (con l'eccezione dell'Albania) e gli inviati degli Stati Uniti e dell'Unione Sovietica.

### 1975: Accordi di Helsinki
Il 1º agosto 1975 i capi di Stato e di governo dei trentacinque paesi partecipanti alla Conferenza si riunirono, nuovamente a Helsinki, per la firma dell'Atto finale della CSCE: con tali Accordi o Memorandum d'intesa furono, tra l'altro, riconosciute e accettate le frontiere esistenti fra gli Stati europei, compresa quella che divideva la Germania in due entità politiche distinte e sovrane ed, in cambio dell'implicito riconoscimento del dominio sovietico in Europa orientale, l'URSS si impegnò al rispetto dei diritti umani.

### Dopo il 1989
La funzione della CSCE di semplice conferenza (nell'ambito della quale i Paesi partecipanti si riunivano regolarmente) con il ruolo di "ponte" tra Est ed Ovest è, tuttavia, cambiata radicalmente con la caduta dei regimi comunisti dell'Europa orientale alla fine degli anni ottanta e con il riaccendersi di possibili focolai di crisi nel corso degli anni novanta: da un ruolo di forum puramente politico che, accessoriamente, offriva una base di legittimità ai gruppi est-europei di difesa dei diritti umani, la Conferenza ha infatti assunto compiti concreti di prevenzione e composizione pacifica dei conflitti che si sono susseguiti nei paesi est europei come conseguenza della disgregazione del blocco sovietico; ha, inoltre, preso parte alla fase della ricostruzione seguita a tali conflitti cercando, ad esempio tramite strumenti quali l'istituzione di osservatori elettorali indipendenti per il monitoraggio delle elezioni, di favorire il processo di transizione democratica dell'Europa dell'Est.
Come conseguenza di tali stravolgimenti geopolitici la CSCE ha adottato, il 21 novembre 1990, la Carta di Parigi per una nuova Europa, atto con il quale veniva di fatto riconosciuta la fine delle divisioni della guerra fredda.
Il 13 ottobre 1993 le è stato riconosciuto lo status di osservatore dell'Assemblea generale delle Nazioni Unite.

### 1995: l'Organizzazione per la sicurezza e la cooperazione in Europa
Dal 1º gennaio del 1995 la CSCE si è trasformata in un'organizzazione stabile, prendendo l'attuale denominazione di Organizzazione per la sicurezza e la cooperazione in Europa e dotandosi di organi permanenti per lo svolgimento delle proprie attività:
- un segretariato (con sede a Vienna)
- un centro per la risoluzione delle controversie legali (con sede a Vienna)
- un ufficio per i controlli elettorali (con sede a Varsavia) e avviando, nel contempo, una fase di collaborazione istituzionalizzata tra i Paesi membri.

L'OSCE si è quindi data come obiettivo il mantenimento della pace e della sicurezza in Europa, intendendo quest'ultima non solo come assenza di conflitti armati, ma anche come presupposto per la difesa dei diritti dell'uomo, per strutture democratiche stabili all'interno di uno "Stato di diritto", come pure per un concreto sviluppo economico e sociale e uno sfruttamento sostenibile delle risorse.
Presiede le Discussioni Internazionali di Ginevra (GID) congiuntamente all'Unione europea (UE) e Nazioni Unite (ONU), i colloqui internazionali volti ad affrontare le conseguenze del conflitto del 2008 in Georgia.

## Le tre dimensioni
L'approccio dell'OSCE alla sicurezza è omnicomprensivo e si articola su tre dimensioni: dimensione politico-militare (prima), dimensione economico-ambientale (seconda) e dimensione umana (terza).
La prima dimensione politico-militare è basata su un sistema di scambi dati integrato dalla possibilità di verifiche reciproche sul campo, sia terrestri che aeree. Tale scambio è principalmente disciplinato dal trattato sulle forze armate convenzionali in Europa (CFE), dal documento di Vienna e dal trattato sui cieli aperti e da misure di rafforzamento della fiducia e della sicurezza. Questa dimensione è soprattutto volta a promuovere una maggiore apertura, trasparenza e cooperazione attraverso il supporto agli Stati partecipanti. I principali settori di attività riguardano il controllo armamenti, la riforma del settore della sicurezza, il controllo dei confini, contrasto al terrorismo, la prevenzione dei conflitti, il contrasto al traffico illecito, stoccaggio e distruzione di armi leggere e munizioni convenzionali.
La seconda dimensione economico-ambientale si occupa degli aspetti relativi all'economia ed all'ambiente, considerati quali ulteriori fattori chiave per il rafforzamento della sicurezza. In particolare, vede l'organizzazione promuovere i principi di buon governo, il contrasto alla corruzione, la promozione delle tematiche ambientali, la condivisione delle risorse naturali nonché la gestione del ciclo dei rifiuti.
La terza dimensione umana è incentrata sul rispetto dei diritti e delle libertà fondamentali, sulla promozione della democrazia e dello stato di diritto, elementi comunque fondamentali per la stabilità. L'OSCE assiste gli Stati partecipanti nel rafforzare le istituzioni democratiche, tenere libere consultazioni elettorali, garantire il rispetto dei diritti umani, la libertà di espressione dei media, i diritti delle minoranze, la tolleranza e la non discriminazione.

## Struttura e Istituzioni
La struttura istituzionale dell'OSCE si compone di una dimensione governativa e di una dimensione parlamentare. La dimensione governativa è composta da organi decisionali e da strutture esecutive mentre quella parlamentare è rappresentata dall'Assemblea Parlamentare dell'OSCE.

### Organi decisionali
Il processo decisionale OSCE si svolge su tre livelli, con l'affiancamento di riunioni su tematiche specifiche.
Gli organi politici dell’OSCE comprendono:
- Il Consiglio ministeriale: si riunisce una volta all'anno e si presenta come il principale organo decisionale dell'Organizzazione. Il Consiglio adotta le principali decisioni e i testi fondamentali che guidano l'azione dell'OSCE.
- Il Consiglio permanente: organo assembleare con sede a Vienna composto dai rappresentanti permanenti degli Stati partecipanti. Ha competenza generale, anche finanziaria, e si riunisce ogni settimana per consultazioni politiche.
- Il Foro di Cooperazione per la Sicurezza, un organo di negoziato permanente ove gli Stati partecipanti si consultano settimanalmente su tematiche relative a sicurezza e stabilità, prettamente in termini politico-militari.[8]
- Il Summit dei Capi di Stato e di Governo decide le priorità e fornisce l'orientamento dell'organizzazione. Questo, tuttavia, si riunisce raramente (l'ultima volta nel 2010)[8].
- La presidenza in esercizio, a rotazione annuale tra i ministri degli esteri degli Stati partecipanti, che ha poteri di rappresentanza e di supervisione sugli organi tecnico amministrativi, nonché di stabilire le priorità durante l'anno in carica. Il presidente di turno può avvalersi di diversi rappresentanti speciali e personali per particolari tematiche o aree geografiche ed è assistito dalla Troika, organo informale composto da precedente, attuale e futura Presidenza.[9]

### Strutture esecutive
Segretario GeneraleNominato all'unanimità dal Consiglio Ministeriale con mandato triennale prorogabile per due anni; questi è la massima autorità amministrativa dell'OSCE ed agisce sotto la guida del presidente in esercizio, fornendo il supporto necessario alle sue attività; dirige il Segretariato, con sede a Vienna e Praga;
Ufficio per le istituzioni democratiche e i diritti umani (ODIHR)Ha sede a Varsavia e promuove i processi elettorali democratici, il rispetto dei diritti umani, lo stato di diritto, la tolleranza e la non discriminazione, i diritti delle comunità Rom e Sinti; da dicembre 2020 l’Ufficio è diretto da Matteo Mecacci (Italia);
Alto Commissario per le minoranze nazionali (HCNM)Con sede a L'Aja, è uno strumento di diplomazia preventiva indipendente che assicura l'allerta precoce e adotta misure adeguate e tempestive per prevenire che le tensioni etniche sfocino in conflitti; da dicembre 2020, l'incarico è ricoperto dall'ambasciatore Kairat Abdrakhmanov (Kazakhstan);
Rappresentante per la libertà dei mezzi d'informazione (RFoM)Con sede a Vienna, monitorizza gli sviluppi riguardanti i media in tutti i 57 Stati partecipanti e provvede a segnalare tempestivamente le violazioni della libertà di espressione. Dal 2020, l'incarico è ricoperto dall'ambasciatrice Teresa Ribeiro, (Portogallo).

### Organi connessi all'OSCE
Gruppo Consultivo Congiunto (JCG)Con sede a Vienna, è un organo collegiale che tratta questioni riguardanti l'osservanza del trattato sulle forze armate convenzionali in Europa (CFE) ed è composto da 30 Stati parte, tutti membri OSCE.
Commissione Consultiva Cieli Aperti (OSCC)Con sede a Vienna, è un organo collegiale che si occupa dell'applicazione del trattato sui cieli aperti (Open Skies) ed è composto da 32 Stati membri (inizialmente 34, successivamente ridottisi a seguito dell’uscita degli Stati Uniti nel 2020 e della Federazione Russa nel 2021), tutti gli Stati parte sono membri OSCE.
Corte di conciliazione e arbitratoIstituita dalla Convenzione di Stoccolma del 1992, ha sede a Ginevra e si occupa della composizione pacifica delle controversie in conformità al diritto internazionale e agli impegni OSCE. Finora non è stata investita di nessun caso.

### Attività sul terreno
L'azione dell'Organizzazione dispiega anche delle missioni sul territorio (attualmente 15), le quali permettono di assistere gli Stati nell'affrontare problematiche e sfide di sicurezza secondo le direttive e i principi OSCE.
La prima missione operativa di lunga durata dell'OSCE è stata quella inviata nel 1992 nel Kosovo, missione fallita a causa dello scoppio della guerra nella regione balcanica.
Le attività attualmente operative sono le seguenti:
- Presenza OSCE in Albania (dal 1997)
- Missione OSCE in Bosnia Erzegovina (dal 1995)
- Missione OSCE in Kosovo (dal 1999)
- Missione OSCE in Montenegro
- Missione OSCE in Serbia (dal 2001)
- Missione OSCE a Skopje (dal 2001)
- Missione OSCE in Moldova (dal 1992)
- Rappresentante Personale della Presidenza in esercizio dell'OSCE sul conflitto gestito dalla Conferenza di Minsk
- Centro OSCE in Ashgabat
- Ufficio dei Programmi OSCE in Nur-Sultan
- Ufficio dei Programmi OSCE in Bishkek
- Ufficio dei Programmi OSCE in Dushanbe
- Coordinamento Progetti OSCE in Uzbekistan

Le attività non più operative sono le seguenti:
- Missioni di Lunga Durata in Kosovo, Sangiaccato e Voivodina
- Missione in Georgia
- Missione in Estonia
- Missione in Lettonia
- Missione in Ucraina
- Rappresentante presso la Commissione di Esperti Estone sui Pensionati Militari
- Ufficio di collegamento in Asia Centrale
- Rappresentante presso il Comitato Congiunto della Stazione Radar di Skrunda
- Gruppo di Assistenza in Cecenia
- Rappresentante Personale della Presidenza in esercizio per l'Articolo IV, Allegato 1-B dell'Accordo Quadro Generale Per la Pace in Bosnia ed Erzegovina
- Missione in Croazia / Ufficio a Zagabria
- Gruppo di Consulenza e Monitoraggio in Bielorussia
- Missione di Verifica in Kosovo / Task Force per il Kosovo
- Ufficio a Yerevan
- Ufficio a Baku / Coordinamento progetti a Baku
- Ufficio a Minsk
- Missione di Osservazione ai Checkpoint russi di Gukovo e Donetsk
- Missione speciale di osservazione dell'OSCE in Ucraina[19]
- Coordinamento Progetti OSCE in Ucraina (PCU)[20]

### Assemblea Parlamentare dell’OSCE
L'Assemblea Parlamentare si è riunita per la prima volta a Budapest nel luglio 1992. Ha sede a Copenaghen e si compone di 323 rappresentanti dei parlamenti nazionali degli Stati partecipanti. L'obiettivo principale dell'assemblea è quello di promuovere la conoscenza e l’osservanza degli impegni OSCE da parte delle strutture legislative nazionali. L'Assemblea dell'OSCE si riunisce due volte l'anno: la sessione annuale ha luogo nel mese di luglio, in uno dei paesi membri. Al termine di ogni sessione annuale, essa adotta a maggioranza una Dichiarazione Finale in cui formula raccomandazioni circa il grado di attuazione degli impegni OSCE negli Stati partecipanti. L’Assemblea Parlamentare ha funzione meramente consultiva, e non ha potere decisionale né di controllo sul bilancio.

### Bilancio
Il bilancio dell'OSCE per anno (in milioni di euro) dal 1993 è stato:
- 2019 ... €138.2 milioni[22]
- 2018 ... €137.8 milioni
- 2017 ... €139.0 milioni
- 2016 ... €141.1 milioni
- 2015 ... €141.1 milioni
- 2014 ... €142.3 milioni
- 2013 ... €144.8 milioni
- 2012 ... €148.4 milioni
- 2011 ... €150.0 milioni
- 2010 ... €150.7 milioni
- 2009 ... €158.6 milioni
- 2008 ... €164.1 milioni
- 2007 ... €186.2 milioni
- 2006 ... €186.2 milioni
- 2005 ... €186.6 milioni
- 2004 ... €180.8 milioni
- 2003 ... €165.5 milioni
- 2002 ... €167.5 milioni
- 2001 ... €194.5 milioni
- 2000 ... €202.7 milioni
- 1999 ... €146.1 milioni
- 1998 ... €118.7 milioni
- 1997 ... €43.3 milioni
- 1996 ... €34.9 milioni
- 1995 ... €18.9 milioni
- 1994 ... €21 milioni
- 1993 ... €12 milioni

Bilancio (€)Anno050 Mln100 Mln150 Mln200 Mln250 Mln1993199720012005200920132017Bilancio in euro

## Stati membri
Paesi membri dell'OSCE. Fra parentesi è indicata la data di ammissione:
- Albania (19 giugno 1991)
- Andorra (25 aprile 1996)
- Armenia (30 gennaio 1992)[N 1]
- Austria (25 giugno 1973)
- Azerbaigian (30 gennaio 1992)[N 1]
- Belgio (25 giugno 1973)
- Bielorussia (30 gennaio 1992)[N 1]
- Bosnia ed Erzegovina (30 aprile 1992)
- Bulgaria (25 giugno 1973)
- Canada (25 giugno 1973)
- Cipro (25 giugno 1973)
- Città del Vaticano (25 giugno 1973)
- Croazia (24 marzo 1992)
- Danimarca (25 giugno 1973)
- Estonia (10 settembre 1991)[N 1]
- Finlandia (25 giugno 1973)
- Francia (25 giugno 1973)
- Georgia (24 marzo 1992)[N 1]
- Germania (25 giugno 1973)
- Grecia (25 giugno 1973)
- Irlanda (25 giugno 1973)
- Islanda (25 giugno 1973)
- Italia (25 giugno 1973)
- Kazakistan (30 gennaio 1992)[N 1]
- Kirghizistan (30 gennaio 1992)[N 1]
- Lettonia (10 settembre 1991)[N 1]
- Liechtenstein (25 giugno 1973)
- Lituania (10 settembre 1991)[N 1]
- Lussemburgo (25 giugno 1973)

- Macedonia del Nord (12 ottobre 1995)
- Malta (25 giugno 1973)
- Moldavia (30 gennaio 1992)[N 1]
- Monaco (25 giugno 1973)
- Mongolia (21 novembre 2012)
- Montenegro (22 giugno 2006)
- Norvegia (25 giugno 1973)
- Paesi Bassi (25 giugno 1973)
- Polonia (25 giugno 1973)
- Portogallo (25 giugno 1973)
- Regno Unito (25 giugno 1973)
- Rep. Ceca (1º gennaio 1993)
- Romania (25 giugno 1973)
- Russia (25 giugno 1973)[N 2]
- San Marino (25 giugno 1973)
- Serbia (10 novembre 2000)
- Slovacchia (1º gennaio 1993)
- Slovenia (24 marzo 1992)
- Spagna (25 giugno 1973)
- Stati Uniti (25 giugno 1973)
- Svezia (25 giugno 1973)
- Svizzera (25 giugno 1973)
- Tagikistan (30 gennaio 1992)[N 1]
- Turchia (25 giugno 1973)
- Turkmenistan (30 gennaio 1992)[N 1]
- Ucraina (30 gennaio 1992)[N 1]
- Ungheria (25 giugno 1973)
- Uzbekistan (30 gennaio 1992)[N 1]

Partner per la cooperazione:
Medio Oriente e Nord Africa
- Algeria
- Egitto
- Israele
- Giordania
- Marocco
- Tunisia

Asia
- 1992    Giappone
- 1994    Corea del Sud
- 2000    Thailandia
- 2003    Afghanistan

Oceania
- 2009    Australia

## Presidenza
La Presidenza dell’OSCE viene esercitata per la durata di un anno da uno Stato partecipante dell’OSCE designato a tal fine da una decisione del Consiglio dei ministri. La funzione viene esercitata dal Ministro degli affari esteri di quel Paese come "Presidente in esercizio (CiO)".
Le responsabilità del Presidente in esercizio (CiO) includono:
- coordinamento del lavoro delle istituzioni OSCE;
- rappresentare l'Organizzazione;
- supervisione delle attività relative alla prevenzione dei conflitti, alla gestione delle crisi e alla riabilitazione postbellica.

Il Presidente in esercizio nomina Rappresentanti personali - esperti nei settori prioritari per il Presidente in esercizio. È assistito dai presidenti in carica precedenti e entranti; i tre insieme costituiscono la Troika dell'OSCE. L'origine dell'istituzione risiede nella Carta di Parigi per una Nuova Europa (1990), il Documento di Helsinki 1992 ha formalmente istituzionalizzato questa funzione.
La presidenza dell'OSCE per il 2022 è stata esercitata dalla Polonia e nel 2023 è stata assunta dalla Macedonia del Nord.
L'Italia ha esercitato la Presidenza nel 1993 e nel 2018.

### Storia della presidenza
Le Presidenze dell'OSCE dal 1991 a oggi.
| Anno | Paese              | Presidente in esercizio                                                         |
| ---- | ------------------ | ------------------------------------------------------------------------------- |
| 1991 | Germania           | Hans-Dietrich Genscher (a partire da giugno)                                    |
| 1992 | Cecoslovacchia     | Jiří Dienstbier (fino al 2 luglio); Jozef Moravčík (dal 3 luglio)               |
| 1993 | Svezia             | Margaretha af Ugglas                                                            |
| 1994 | Italia             | Beniamino Andreatta (fino all'11 maggio); Antonio Martino (dal 12 maggio)       |
| 1995 | Ungheria           | László Kovács                                                                   |
| 1996 | Svizzera           | Flavio Cotti                                                                    |
| 1997 | Danimarca          | Niels Helveg Petersen                                                           |
| 1998 | Polonia            | Bronisław Geremek                                                               |
| 1999 | Norvegia           | Knut Vollebæk                                                                   |
| 2000 | Austria            | Wolfgang Schüssel (fino al 4 febbraio); Benita Ferrero-Waldner (dal 5 febbraio) |
| 2001 | Romania            | Mircea Geoană                                                                   |
| 2002 | Portogallo         | Jaime Gama (fino al 6 aprile); António Martins da Cruz (dal 7 aprile)           |
| 2003 | Paesi Bassi        | Jaap de Hoop Scheffer (fino al 3 dicembre); Bernard Bot (dal 4 dicembre)        |
| 2004 | Bulgaria           | Solomon Passy                                                                   |
| 2005 | Slovenia           | Dimitrij Rupel                                                                  |
| 2006 | Belgio             | Karel De Gucht                                                                  |
| 2007 | Spagna             | Miguel Ángel Moratinos                                                          |
| 2008 | Finlandia          | Ilkka Kanerva (fino al 4 aprile); Alexander Stubb (dal 5 aprile)                |
| 2009 | Grecia             | Ntora Mpakogiannī (fino al 5 ottobre); Giōrgos Papandreou (dal 6 ottobre)       |
| 2010 | Kazakistan         | Kanat Saudabayev                                                                |
| 2011 | Lituania           | Audronius Ažubalis                                                              |
| 2012 | Irlanda            | Eamon Gilmore                                                                   |
| 2013 | Ucraina            | Leonid Kozhara                                                                  |
| 2014 | Svizzera           | Didier Burkhalter                                                               |
| 2015 | Serbia             | Ivica Dačić                                                                     |
| 2016 | Germania           | Frank-Walter Steinmeier                                                         |
| 2017 | Austria            | Sebastian Kurz (fino al 18 dicembre); Karin Kneissl (dal 18 dicembre)           |
| 2018 | Italia             | Angelino Alfano (fino al 1º giugno); Enzo Moavero Milanesi (dal 1º giugno)      |
| 2019 | Slovacchia         | Miroslav Lajčák                                                                 |
| 2020 | Albania            | Edi Rama                                                                        |
| 2021 | Svezia             | Ann Linde                                                                       |
| 2022 | Polonia            | Zbigniew Rau                                                                    |
| 2023 | Macedonia del Nord | Bujar Osmani                                                                    |
| 2024 | Malta              | Ian Borg                                                                        |
| 2025 | Finlandia          | Elina Valtonen                                                                  |

## Segretario generale
Il Segretario generale è a capo del Segretariato OSCE che è chiamata a prestare sostegno operativo all’Organizzazione e ad assistere la Presidenza in esercizio. 
Il Segretario Generale viene eletto dal Consiglio Ministeriale con un mandato di tre anni e può essere rinnovato per altri tre anni.
Dall'istituzione dell'ufficio, i Segretari generali sono stati:
- Wilhelm Höynck: giugno 1993 – giugno 1996
- Giancarlo Aragona: giugno 1996 – giugno 1999
- Ján Kubiš: giugno 1999 – giugno 2005
- Marc Perrin de Brichambaut: giugno 2005 – giugno 2011
- Lamberto Zannier: luglio 2011 – giugno 2017
- Thomas Greminger:  luglio 2017 - luglio 2020
- Helga Schmid:  dicembre 2020 - settembre 2024

Dal dicembre 2024 il Segretario Generale è Feridun Sinirlioğlu (Turchia).

## Status giuridico
A differenza di altre organizzazioni internazionali, l'OSCE non gode di personalità giuridica, poiché non è stata a creata a seguito della ratifica di un documento giuridicamente vincolante. L'Atto Finale di Helsinki rappresenta infatti solamente un impegno politico dei Capi di Stato. Per questo motivo, l'OSCE ha cercato di costruire la propria personalità giuridica tramite accordi bilaterali tra l'Organizzazione e gli Stati membri. Ad oggi, questi accordi sono stati raggiunti solo con 27 Stati partecipanti su 57. Di conseguenza, il quadro giuridico dell'OSCE non è chiaro per quanto riguarda la sua personalità giuridica, la capacità giuridica e un sistema uniforme di privilegi e immunità, provocando gravi ostacoli a livello operativo.
Per via di questo status giuridico, all'interno dell'Organizzazione i paesi che ne fanno parte vengono chiamati Stati partecipanti.